# Щитникові
Щитникові (Dryopteridaceae) — родина папоротей порядку багатоніжкових (Polypodiales). В родині близько 25 родів та 1700 видів, поширених у лісових та гірських областях земної кулі. В Україні з них зустрічається 13 видів з трьох родів.

## Опис
Це рослини з потовщеними, короткими або сланкими тонкими, вкритими матовими лусками кореневищами. Листки двічі-тричі перисто-розсічені, шкірясті. Соруси на нижньому боці листка з щитоподібним, серцеподібним індузієм або без нього.

## Систематика
Список складений на основі класифікації PPG I:
- Підродини Polybotryoideae H.M.Liu & X.C.Zhang
  - Cyclodium C.Presl
  - Maxonia C.Chr.
  - Olfersia Raddi
  - Polybotrya Humb. & Bonpl. ex Willd.
  - Polystichopsis (J.Sm.) Holttum
  - Stigmatopteris C.Chr.
  - Trichoneuron Ching
- Підродини Elaphoglossoideae (Pic.Serm.) Crabbe, Jermy & Mickel
  - Arthrobotrya J.Sm.
  - Bolbitis Schott
  - Elaphoglossum Schott ex J.Sm.
  - Lastreopsis Ching
  - Lomagramma J.Sm.
  - Megalastrum Holttum
  - Mickelia R.C.Moran, Labiak & Sundue
  - Parapolystichum (Keyserl.) Ching
  - Pleocnemia C.Presl
  - Rumohra Raddi
  - Teratophyllum Mett. ex Kuhn
- Підродини Dryopteridoideae Link
  - Arachniodes Blume
  - Ctenitis (C.Chr.) C.Chr.
  - Cyrtomium C.Presl
  - Dryopteris Adans.
  - Phanerophlebia C.Presl
  - Polystichum Roth